# Musbah bint Nasser
Titre
Reine de Jordanie
25 mai 1946 – 20 juillet 1951
(5 ans, 1 mois et 25 jours)
Musbah bint Nasser, née en 1884 à La Mecque, dans l'Empire ottoman, et morte le 15 mars 1961 à Irbid, en Jordanie, est la première reine de Jordanie.

## Biographie
Musbah bint Nasser est la fille jumelle aînée d'Amir Nasser Pasha et de son épouse Dilber Khanum.
En 1904, au palais Stinia à İstinye, un quartier de Constantinople, la capitale de l'Empire ottoman, Musbah épouse Sayyid Abdallah bin al-Hussein, qui sera couronné roi sous le nom d'Abdallah Ier de Jordanie.
De cette union naissent un fils et deux filles :
- la princesse Haya (1907-1990), mariée à Abdul-Karim Jaafar Zeid Dhaoui ;
- le futur roi Talal (26 février 1909 - 7 juillet 1972) ;
- la princesse Munira (1915-1987), jamais mariée.

Abdallah a pris deux autres femmes comme épouses, la princesse Suzdil Khanum en 1913 et Nahda bint Uman en 1949, Musbah devenant première épouse. Le 25 mai 1946, Abdallah est proclamé roi de Jordanie et Musbah, en tant que première épouse, reine de Jordanie.